# 396
Évszázadok: 3. század – 4. század – 5. század
Évtizedek: 340-es évek – 350-es évek – 360-as évek – 370-es évek – 380-as évek – 390-es évek – 400-as évek – 410-es évek – 420-as évek – 430-as évek – 440-es évek
Évek: 391 – 392 – 393 – 394 –  395 – 396 – 397 – 398 – 399 – 400 – 401

## Események

### Nyugat- és Keletrómai Birodalom
- Arcadius és Honorius császárokat választják consulnak.
- Rufinus meggyilkolása után Eutropius eunuch és Aelia Eudoxia császárné veszi át a konstantinápolyi udvar irányítását a 19 éves Arcadius császár helyett.
- A fellázadt gót sereg Alarik vezetésével átkel a Thermopülai-szoroson és Görögországot dúlja. Kifosztják Korinthoszt, Argoszt és Spártát, feldúlják az eleusziszi szentélyt. A nyugatrómai sereg parancsnoka, Stilicho régens Itáliából áthajózott csapatokkal megakadályozza, hogy a gótok Epirusnál északabbra jussanak. Stilicho Galliában frank és alemann zsoldosokat toboroz hogy feltöltse megfogyatkozott hadseregét.
- Stilicho engedélyezi, hogy a markomannok egy része Fritigil királynő vezetésével letelepedjen Pannóniában. Fritigil megkeresztelkedik.

### Kína
- Hsziao-vu császár részegen tesz egy megjegyzést, hogy lecseréli kedvenc ágyasát, Csangot egy fiatalabb nőre. Csang aznap éjszaka egy takaróval megfojtja a császárt. A trónt Hsziao-vu 14 éves fia, a szellemileg elmaradott Sze-ma Te-cung örökli, aki az An uralkodói nevet veszi fel.
- Hadjárat közben megbetegszik és meghal Murong Csuj, a hszienpej Kései Jen állam alapítója. Utóda negyedik fia, Murong Pao.

## Születések
- Petronius Maximus, nyugatrómai császár

## Halálozások
- Csin Hsziao-vu-ti, a Keleti Csin dinasztia császára
- Murong Csuj, Kései Jen állam császára

## Fordítás
- Ez a szócikk részben vagy egészben  a(z)   396 című angol Wikipédia-szócikk ezen változatának fordításán alapul.  Az eredeti cikk szerkesztőit annak laptörténete sorolja fel. Ez a jelzés csupán a megfogalmazás eredetét és a szerzői jogokat jelzi, nem szolgál a cikkben szereplő információk forrásmegjelöléseként.